# Тігіна (Румунія)
Тігіна (рум. Tighina) — село у повіті Вилча в Румунії. Входить до складу комуни Войчешть.
Село розташоване на відстані 143 км на захід від Бухареста, 59 км на південь від Римніку-Вилчі, 47 км на північний схід від Крайови.

## Населення
За даними перепису населення 2002 року у селі проживали 350 осіб. Усі жителі села рідною мовою назвали румунську.
Національний склад населення села:
| Національність | Кількість осіб | Відсоток |
| -------------- | -------------- | -------- |
| румуни         | 328            | 93,7%    |